# Bennet Davis
Bennet Adrian Davis (Freeport, 14 marzo 1984) è un ex cestista bahamense, professionista nella NBDL, in Europa e in Asia.

## Carriera
Con la Bahamas ha disputato i Campionati centramericani del 2012.